# Jazzstandard
En jazzstandard är en komposition eller melodi som ofta spelas och nytolkas av jazzmusiker som en del av standardrepertoaren. 

## Exempel
- All of Me
- All the Things You Are
- April in Paris
- Autumn Leaves
- Begin the Beguine
- Bye Bye Blackbird
- Caravan
- Come Rain or Come Shine
- Come Sunday
- Day by Day
- Don't Get Around Much Anymore
- Embraceable You
- Fly Me to the Moon
- God Bless the Child
- Honeysuckle Rose
- I Got Plenty O Nothing
- I Got Rhythm
- I'm in the Mood for Love
- It Ain't Necessarily So
- It Don't Mean a Thing (If it Ain't Got That Swing)
- I've Got You Under My Skin
- Lady is a Tramp
- Mack the Knife
- Misty
- Mood Indigo
- My Blue Heaven
- My Funny Valentine
- My Heart Belongs to Daddy
- Night and Day
- Night in Tunisia
- On a Slow Boat to China
- On the Sunny Side of Street
- Over the Rainbow
- Pennies from Heaven
- Saint Louis Blues
- Smoke Gets in Your Eyes
- Sophisticated Lady
- Stardust
- Stompin' at the Savoy
- Stormy Weather
- Strangers in the Night
- Summertime
- Sweet Georgia Brown
- Take the A-Train
- Tea for Two
- The Man I Love
- The Nightingale Sang in Berkeley Square
- There Will Never be Another You
- Till There Was You
- When You Wish upon a Star
- Yesterdays